# ザ・トップ5
ザ・トップ5（ザ・トップファイブ）は、TBSラジオで、2011年度のナイターオフから放送されていたワイド番組。

## 概要
番組開始時のキャッチフレーズは「新感覚残業支援系ランキングトークバラエティ」、シーズン2、シーズン3は「残業支援系ランキングトークバラエティ」、シーズン4、シーズン5は「ランキングトークバラエティ」としている。
日替わりとなる、メイン パーソナリティとレギュラーコメンテーターとのコンビで進行する、情報バラエティ番組。ヒットチャートや商品の売れ筋、インターネットのリサーチ、あるいは出演者が独自に決めた項目など、あらゆるランキング情報を元にしたトークを中心に進行する。

## 番組の歴史

### 2011年度『ザ・トップ5』（シーズン1）
シーズン1開始直前の2011年10月1日16:00から約1時間、安東弘樹・蓮見孝之・小林悠が一堂に会して、特別番組『新番組「ザ・トップ5」の面白さトップ5』を放送。3日後の2011年10月4日、シーズン1 放送開始。毎週火曜日から木曜日までの週3日・4時間枠の放送であり、20時台はJRN系列の各ラジオ局にネットした。

### 2012年度『ザ・トップ5〜リターンズ』（シーズン2）
2012年9月8日放送の『ライムスター宇多丸のウィークエンド・シャッフル（以下、タマフル）』内で、同年10月2日から番組が復活することが発表される。2012年度は『ザ・トップ5〜リターンズ』に改題。新たに金曜日も放送されることになり、番組はシーズン1の4時間枠から2時間枠に短縮。20時台のJRN系列ネット枠は廃止。TBSラジオのみ、関東ローカルの放送となった。パーソナリティは、TBSテレビアナウンサーは全員交替。火・金曜日は外部登用のフリーアナウンサーが、パーソナリティを務めた。高橋芳朗が前月まで同局で放送していた『高橋芳朗 HAPPY SAD』から異動する形で、金曜日のパートナーとして参加した。
シーズン2終了後の2013年6月11日 17:50 - 22:00に、同シーズンのほぼ全出演者が一堂に会する復活特番『全員集合! ザ・トップ5リターンズ・リターンズ〜でも一人だけブッキングできていませんSP〜』を放送。「一人だけブッキングできていません」とは小林麻耶が海外取材から帰国途上でスタジオに参加できなかったためであり、エンディングの電話出演のみとなった。18:00までの10分間はシーズン1でパーソナリティを務めた安東が進行し、火 - 金曜の出演者が1時間ずつ担当。21時台は小林が不在のため、高橋の相手はリスナーの投票により、ジェーン・スーが選ばれた。

### 2013年度『ザ・トップ5』（シーズン3）
2013年7月27日放送の『タマフル』内で、同年10月1日からシーズン3が開始されることが発表される。番組タイトルはシーズン1と同様に『ザ・トップ5』となり、パーソナリティの外部登用があったシーズン2と違い、4人とも、TBSテレビアナウンサーを起用した。第1回放送は、消費税率引き上げ発表の報道特別番組が放送されたため、25分遅れの18時15分スタートとなった。
2014年3月14日、番組初の公開生放送を、同時期に開催していた「サカス春祭り supported by TBSラジオ」のイベントの一環として赤坂サカスで実施。金曜日だった当日は江藤愛と高橋芳朗がパーソナリティを務め、他曜日のレギュラー出演者（ジェーン・スー、林みなほ、杉山真也）も駆けつけた。
シーズン3終了後の2014年6月10日 17:50 - 22:00に、前年に引き続き、同シーズンの全出演者が一堂に会する復活特番『ランキングトークバラエティ ザ・トップ5 ザ・ワールド〜世界のランキングSP〜』を放送。タイトルの「ザ・ワールド〜世界のランキングSP〜」は、ブラジルでのサッカーワールドカップの開催が近付いていたことに掛けたものである。今回は欠席者はなく、火 - 金の出演者が1時間ずつ担当。18:00までの10分間は堀井美香とジェーン・スーの「出動! 新メニュー警察」（後述）。「まだまだまだ あまちゃん トップ1」（後述）は『NHK紅白歌合戦』でのあまちゃんを取り上げた。

### 2014年度『ザ・トップ5』（シーズン4）
2014年9月6日の『ジェーン・スー 相談は踊る』で、シーズン4を同年9月30日から開始することを発表。番組タイトルは前シーズンに引き続き『ザ・トップ5』。例年通り、パーソナリティを務めるTBSテレビアナウンサーを一新するとともに、博多華丸、浜野謙太、本谷有希子が新しいコメンテーターとして出演することになった。コンバットREC、高野政所、ジェーン・スーは番組を離れ、高橋芳朗以外のメンバーが総入れ替えとなった。放送数日後のコンバットRECのTwitterで、シーズン1からプロデューサーを務めた橋本吉史も番組を離れることが明かされ、新たなスタッフ陣で制作されることとなった。当初の発表では、金曜日は19:30で終了することになっていたが、放送が始まると20:00までに変更されていた。
2014年12月31日22:00から2015年1月1日1:00まで、初の年越し特番である『大晦日だよ! 全員集合! ザ・トップ 5年越しSP』が放送された。前半の2時間を各曜日の出演者が30分ずつ担当し、後半の1時間は全出演者が一堂に会した（浜野のみ年越しコンサートのため22時台のみで退出、華丸は別の仕事のため0時台の途中で退出）。
2015年4月24日 17:50 - 20:00に、復活特番『ザ・トップ5 えっ!? 3月に終わったばっかりなのにもう同窓会? SP』が放送され、浜野を除くシーズン4の全出演者がランキングを発表した（華丸と国山は録音、伊藤は中継で出演。浜野はありのまま電話のゲストとして電話出演。国山と伊藤は番組終了までに生放送のスタジオにたどり着いて出演した）。
2015年5月7日 17:50 - 22:00に、『プロ野球ネットワーク』の企画として、2度目の復活特番『ザ・トップ5 プロ野球編』が放送された。ランキングはすべてプロ野球に関するもので、「トップ5ナイン」として華丸、高橋、REC、国山、笹川、杉山、出水（録音出演）、林、堀井が出演した。また『プロ野球ネットワーク』としての体裁から、野球評論家の定岡正二とTBSテレビアナウンサー小笠原亘も出演。この回は21:00（正確には20:56）飛び降りの形で、HBCラジオ、CBCラジオ、ABCラジオ、RKBラジオ、RBC iラジオにもネットされるが、シーズン1のネット実績があるCBCを除いた各局の放送地域では、番組開始5年目でレギュラー版・特別版を通して初放送となる。

### 2015年度『ザ・トップ5』（シーズン5）
2015年8月15日の『ジェーン・スー相談は踊る』に出演していた高橋芳朗により、シーズン5が秋より放送されることが発表された。その際に4名のレギュラーのパートナーと、18時 - 21時の3時間に拡大しての放送となることが告げられた。
9月29日から放送開始。今シーズンはJRN系列局に加え独立局のラジオ関西でもネットされた。当該時間帯のナイターオフ番組としては『あべこうじのポッドキャスト番長』以来の阪神エリア へのネットとなった。
2015年11月7日に赤坂サカスで開催された「TBSラジオ大感謝祭 ラジフェス2015 うまいもん祭り」において当番組の公開イベントが行われた。サイプレス上野と市川紗椰を除くシーズン5の全出演者が一堂に会した。

### シリーズの終焉
2016年8月、TBSラジオは同月の聴取率調査週間（スペシャルウィーク）に関連して、同年9月下旬からのプロ野球オフシーズンの18:00 - 22:00の枠で新番組『TOKYO JUKEBOX』を放送することを発表した。またシーズン5の出演者・蟹江一平も8月14日放送分の『One Night TOKYO』の中で発表・報告した。
そして、2016年9月27日から『TOKYO JUKEBOX』が放送開始した。これにより『ザ・トップ5』は、2016年3月までのシーズン5をもって終了した。

## 放送時間
シーズン2 - シーズン4では、通常の放送時間が2時間程度だったため、プロ野球中継、特別番組、『司馬遼太郎短篇傑作選』をはじめ、他番組が放送できなかった際の振り替え放送枠に割り当てられる等の理由で、放送時間の短縮や休止のケースがあった。
| 期間                | TBSラジオ                                | JRN系列ネット局                                       |
| ------------------- | ---------------------------------------- | ----------------------------------------------------- |
| シーズン1           | 毎週火曜日、水曜日、木曜日 18:00 - 22:00 | 毎週火曜日、水曜日、木曜日 20:00 - 21:00              |
| シーズン2           | 毎週火曜日 - 金曜日 18:00 - 20:00        | ※放送なし                                             |
| シーズン3 シーズン4 | 毎週火曜日 - 金曜日 17:50 - 20:00        | ※放送なし                                             |
| シーズン5           | 毎週火曜日 - 金曜日 18:00 - 21:00        | 毎週火曜日 - 金曜日 20:00 - 21:00（ラジオ関西を含む） |

## レギュラー出演者
肩書き等は全て放送当時。上がパーソナリティ、下がコメンテーター。☆はTBSテレビアナウンサー。
| 期間      | 火曜日                                                | 水曜日                                                                     | 木曜日                                                 | 金曜日                              |
| --------- | ----------------------------------------------------- | -------------------------------------------------------------------------- | ------------------------------------------------------ | ----------------------------------- |
| シーズン1 | 安東弘樹☆                                             | 蓮見孝之☆                                                                  | 小林悠☆                                                | （放送なし）                        |
| シーズン1 | コンバットREC（映像コレクター、自称"ビデオ考古学者"） | 高野政所（ミュージシャン、DJ、LEOPALDONリーダー、ACID PANDA CAFE店主）     | ジェーン・スー（プロデューサー、作詞家、コラムニスト） | （放送なし）                        |
| シーズン2 | 神田愛花（フリーアナウンサー、元NHKアナウンサー）     | 山本匠晃☆                                                                  | 水野真裕美☆                                            | 小林麻耶（フリーアナウンサー、元☆） |
| シーズン2 | ジェーン・スー                                        | コンバットREC                                                              | 高野政所                                               | 高橋芳朗（音楽ジャーナリスト）      |
| シーズン3 | 堀井美香☆                                             | 林みなほ☆                                                                  | 杉山真也☆                                              | 江藤愛☆                             |
| シーズン3 | ジェーン・スー                                        | コンバットREC                                                              | 高野政所                                               | 高橋芳朗                            |
| シーズン4 | 笹川友里☆                                             | 国山ハセン☆                                                                | 伊藤隆太☆                                              | 出水麻衣☆                           |
| シーズン4 | 博多華丸（博多華丸・大吉）                            | 浜野謙太（ミュージシャン、在日ファンクボーカル及びSAKEROCKメンバー、俳優） | 本谷有希子（劇作家、小説家、劇団、本谷有希子主宰）     | 高橋芳朗                            |
| シーズン5 | 外山惠理☆                                             | 熊崎風斗☆                                                                  | 藤森祥平☆                                              | 小倉弘子☆                           |
| シーズン5 | サイプレス上野（サイプレス上野とロベルト吉野）        | 高橋芳朗                                                                   | 市川紗椰（ファッションモデル）                         | 蟹江一平（俳優）                    |

1. ↑  番組中にパートナーのジェーン・スーが驚くほどに熱く仏像好きであることを語ったところから「大仏」、また家族から「ナタリー」っぽいと言われたことから「大仏・ナタリー・悠」とジェーン・スーから名付けられた[10]。以後自ら番組中に「大仏・ナタリー・悠こと小林悠です」と名乗る。さらにはダムについても熱く語り、それにより「大仏・ナタリー・ダム・悠」と愛称が"進化"していた[11]。
2. ↑  他、コーナー担当に弾丸ジャッキー（お笑いコンビ）。

## ピンチヒッター
シーズン2以降、諸般の事情により、通常コンビとは違う、他の曜日の出演者や、番組に出演していた人物、さらにはレギュラー出演者に関係する人物が代役を務めている。またシーズン4では、通常コンビが2人とも番組を休むという放送もあった。
- シーズン2
  - 2012年12月7日（金） - 高橋芳朗&山本匠晃（小林麻耶の海外出張による代役）
  - 2012年12月20日（木） - 水野真裕美&高橋芳朗（高野の体調不良による代役）
  - 2013年1月31日（木） - 高野政所&安東弘樹（水野のインフルエンザ罹患による代役）
  - 2013年2月8日（金） - 高橋芳朗&神田愛花（小林麻耶の海外出張による代役。高橋はこの時点で、シーズン2の全パーソナリティと共演したことになる）
- シーズン4
  - 2014年11月4日（火） - 国山ハセン&高橋芳朗（笹川、華丸ともに他の仕事があり、出演できないため）
  - 2014年11月21日（金） - 高橋芳朗&笹川友里（出水の海外出張による代役）
  - 2015年2月5日（木） - 本谷有希子&国山ハセン（伊藤のインフルエンザ罹患による代役）
  - 2015年3月17日（火） - 笹川友里&博多大吉（華丸の舞台公演による代役。華丸の本来の相方でもある大吉は番組初登場[12]）
- シーズン5
  - 2015年10月15日（木） - 藤森祥平&安東弘樹（市川の海外出張による代役）
  - 2015年10月20日（火）、10月27日（火） - サイプレス上野&国山ハセン（外山の体調不良による代役、27日は20日に録音したため）
  - 2015年11月10日（火） - サイプレス上野&熊崎風斗（外山が他の仕事により、出演できないため）
  - 2015年12月1日（火） - 外山恵理&駒田健吾（上野が遅刻したため。駒田は番組初登場で18時台のみの出演）
  - 2016年2月3日（水） - 高橋芳朗&出水麻衣（熊崎が姉の結婚式に出席するため）
  - 2016年2月9日（火） - 外山恵理&蟹江一平（上野の体調不良による代役）

## タイムテーブルとコーナー企画

### タイムテーブル

#### シーズン1
- 18時台　ランキングのコーナー1 - 3
- 19時台　ランキングのコーナー4 - 6 「新メニュー警察」
- 20時台　ランキングのコーナー7 - 9 「ゲスト ゾーン」
- 21時台　ランキングのコーナー10 - 12 「酔ったフリ電話相談室」[13]

#### シーズン2
- 18:00　オープニング、ランキング 1
- 18:20　TBSラジオ 交通情報、天気予報
- 18:23　ランキング 2
- 18:30　ランキング 3
- 18:40　ランキング 4
- 18:55　TBSラジオ 交通情報、天気予報
- 18:57　出動! 新メニュー警察
- 19:00　ランキング 5
- 19:15　ランキング 6
- 19:25　TBSラジオ 交通情報、天気予報
- 19:28　快適生活 ラジオショッピング
- 19:33　曜日別コーナー
- 19:42　ランキング 7
- 19:53　TBSラジオ 交通情報、天気予報
- 19:55　エンディング

#### シーズン3
- 17:50　出動! 新メニュー警察
- 17:55　TBSラジオ 交通情報
- 17:57　もうすぐトップ5
- 18:00　オープニング、ランキング 1 - 雑談ランキング
- 18:20　TBSラジオ 交通情報、天気予報
- 18:23　ランキング 2 - ニュース ランキング
  - 『荒川強啓 デイ・キャッチ!』のデイ・キャッチ! ランキングから、上位5位までを番組の音源を借りて放送している
- 18:30　ランキング 3 - 週代わりランキング
- 18:40　ランキング 4 - 週代わりランキング
- 18:55　TBSラジオ 交通情報、天気予報
- 19:00　ランキング 5 - 最新音楽ランキング
- 19:12　ランキング 6 - 週代わりランキング
- 19:25　TBSラジオ 交通情報、天気予報
- 19:28　快適生活 ラジオショッピング
- 19:33　常識的トップ5 - 雑学ランキング
- 19:42　ランキング 7 - 週代わりランキング
- 19:53　TBSラジオ 交通情報、天気予報
- 19:55　エンディング

#### シーズン4
- 17:50　出動! 新メニュー警察
- 17:55　TBSラジオ 交通情報
- 17:57　もうすぐトップ5
- 18:00　オープニング、ランキング1 - 雑談ランキング
- 18:20　TBSラジオ 交通情報、天気予報
- 18:23　ランキング2 - ニュース ランキング
  - 『荒川強啓 デイ・キャッチ!』のデイ・キャッチ! ランキングから、上位5位までを番組の音源を借りて放送している
- 18:30　ランキング3 - 週替わりランキング
- 18:40　ランキング4 - 週替わりランキング
  - （金）PLAZA トップ5
- 18:55　TBSラジオ 交通情報、天気予報
- 19:00　ランキング5 - 最新音楽ランキング
- 19:10　快適生活 ラジオショッピング
- 19:15　ランキング6 - 週替わりランキング
- 19:25　曜日別コーナー
- 19:35　ランキング7 - 週替わりランキング
- 19:48　エンタメExpress954（2014年12月まで）
- 19:53　TBSラジオ 交通情報、天気予報
- 19:55　エンディング

#### シーズン5
- 18:00　オープニング、ランキング1 - 雑談ランキング
- 18:22　TBSラジオ 交通情報、天気予報
- 18:25　（水）ラジオ過払い金 法律相談
- 18:30　出動! 新メニュー警察
- 18:37　ランキング2 - 週替わりランキング
- 18:53　TBSラジオ 交通情報、天気予報
- 18:56　メッセージ紹介
- 19:00　ランキング3 - 最新音楽ランキング
- 19:15　快適生活 ラジオショッピング
- 19:20　ランキング4 - ニュース ランキング
  - 『荒川強啓 デイ・キャッチ!』のデイ・キャッチ! ランキングから、上位5位までを番組の音源を借りて放送している
- 19:27　ランキング5 - 週替わりランキング
- 19:37　ランキング6 - 週替わりランキング
- 19:53　TBSラジオ 交通情報、天気予報
- 19:56　日替わりゲスト紹介
- 20:00　ランキング7 - 日替わりゲストのオリジナル ランキング
- 20:30　小森谷セレクション
- 20:40　ランキング8 - 週替わりランキング
  - （金）リアル・リスナー・リサーチ
- 20:53　TBSラジオ 交通情報、天気予報
- 20:56　エンディング

### コーナー企画
- 新メニュー警察＜各シーズン共通＞
  - コンビニエンス ストアやファミリーレストランなどの主に飲食物の新商品を取り上げ、試食をしながらトークをするコーナー。番組内では「新しいもの好きOL型・情報提供コーナー」と説明している。食べたものがおいしい場合はコーナーの最後に「確保」、まずい場合は「釈放」と叫ぶ。
  - シーズン2から「出動! 新メニュー警察」にコーナー名が変わり、さらに、放送時間が以前より短縮されている。2012年10月2日 - 2013年1月11日までのコーナータイトルは「帰ってきた 新メニュー警察」、1月15日からは「出動! - 」と変更したが、内容に変化はない。
  - シーズン3からは放送枠を変更。17時台に移動した。シーズン5で18時台後半に戻った。
- ゲスト ゾーン＜シーズン1、シーズン5・20時台＞
  - 日替わりでゲストを迎え、いろいろなランキングについて、一緒にトークをするコーナー。
- 酔ったフリ電話相談室＜シーズン1・21時台＞
  - リスナーが酒に酔ったふりを装い、酔った勢いでしか言えない・相談できないようなことを番組パーソナリティに相談する形でトークをする電話によるリスナー参加コーナー。番組内では「ノンアルコール型・テレフォン人生相談コーナー」としている。出演したリスナーへはノンアルコール ビールがプレゼントされる。
  - パーソナリティ側から出演リスナーへ「酔ってますか?」と問われたときは、その直前までどんなに酔ったような声を出していても、「いえ、酔ってないです」などと酔ったことを素の声で否定することが暗黙のルールとなっている。
- 曜日別コーナー＜シーズン2、シーズン4・19時台＞
  - シーズン2
    - 火曜日「情熱新橋」 - サラリーマンでも苦労話を聞けば『情熱大陸』だというコンセプトを基に、当時TBS954情報キャスターの川村美保[14] が新橋で、突撃インタビューをするコーナー。
    - 水曜日「テレビ後追い番長」 - その日の昼にテレビで中継していた場所に、リポーターが体当たりで取材して、リポートをする。
    - 木曜日「自慢メシ」 - リスナーに電話出演してもらい、自慢の自家製メニューについて、水野と政所がインタビューをする。また、弾丸ジャッキーが紹介するランキングコーナーも。
    - 金曜日「キタコレ! WALKER」 - イベント情報サイト「キタコレ!」との連動企画で、「キタコレ! ガールズ」メンバーが、都内近郊のお薦めの場所からの中継レポートをする。なお、メンバーの中には2015年にTBSテレビにアナウンサーとして入社した宇内梨沙[15]がいた。

  - シーズン4
    - 火曜日「突撃! コドモの晩御飯」 - 突撃!隣の晩ごはんのオマージュ企画。小学生 - 中学生のリスナーやリスナーの子供に電話を掛け、その日の晩ご飯について、リポートしてもらう。
    - 水曜日「ありのまま電話相談室」 - 『アナと雪の女王』のテーマソング「レット・イット・ゴー〜ありのままで〜」に乗せ、リスナーの悩み事を相談する。サビの部分以外は相談者のありのままの姿をさらけ出すが、サビの部分になると、突如「♪ありのままでー、♪これで良いのー」と歌い出す。
    - 木曜日「○○だけど質問ある?」 - インターネット掲示板サイト『2ちゃんねる』で使用される「-だけど質問ある?」をモチーフにして、珍しい職業の人や珍しい体験をした人に電話を掛け、インタビューを行う。
    - 金曜日「お宅ふしぎ発見!」 - 出水が出演する『世界ふしぎ発見!』のオマージュ企画。さまざまな家庭内で発生する音（例 お皿を叩く音、焼酎の水割りの音など）を高橋が当てていく。
- 常識的トップ5＜シーズン3・木曜を除く19時台＞
  - 「日本で広い県トップ5」のような、日本人が当然知識として持っているであろうという名目のランキングを紹介する。このコーナーは、アナウンサーがそれぞれ独自のキャラクター（後述）になり切って話すようになっている。
- 半年遅れ! まだまだ あまちゃん トップ1＜シーズン3・木曜19時台＞
  - 常識的トップ5の一環として、NHK朝の連続テレビ小説『あまちゃん』（2013年4月 - 9月放送）をリアルタイムで視聴しなかった木曜パーソナリティの高野・杉山コンビが、NHKオンデマンドで配信されている同作品を、ほぼ半年遅れで1 - 3週間分ずつ視聴。印象に残ったシーンを1つだけ取り上げ、それぞれ感想を述べる。
- エンタメExpress954＜シーズン4前半・19時台＞
  - 本来は単独の番組として放送されているが、編成上の都合により、2014年9月30日 - 2015年1月2日の約3カ月間は火 - 金曜に分割され、当番組の1コーナーとなった。このコーナーのみ、斉藤リョーツが担当。
- PLAZA トップ5＜シーズン4・金曜18時台＞
  - 2014年9月まで『林みなほ プレシャスサンデー』で放送されていた「PLAZA プレシャススタイル」がタイトルを変更した上で移動したもの。前番組同様、コーナー単体で、ポッドキャスト配信が行われている。
- 小森谷セレクション＜シーズン5・20時台＞
  - 前年度にこの時間帯で放送されていた『OLERA』から引き継がれたインフォマーシャル。小森谷徹が薦める商品やイベントを紹介する。
- リアル・リスナー・リサーチ＜シーズン5・金曜＞
  - 略称は「リーリーリー」。5択のアンケート（選択肢がない場合もある）を募集し、リスナーが放送中に、メールで回答する。結果は20時台最後のランキングで発表される。

## ゲスト出演者

### シーズン1
| 年     | 月日                | 氏名                         | 備考                                                                                     |
| ------ | ------------------- | ---------------------------- | ---------------------------------------------------------------------------------------- |
| 2011年 | 10月4日             | 宇多丸                       | ミュージシャン、ヒップホップグループ"RHYMESTER"のMC                                      |
| 2011年 | 10月5日             | 伊賀大介                     | スタイリスト                                                                             |
| 2011年 | 10月6日             | 高橋芳朗                     | 音楽ジャーナリスト 当時TBSラジオ「高橋芳朗 HAPPY SAD」のメイン パーソナリティ            |
| 2011年 | 10月11日            | 藤木TDC                      | フリーライター                                                                           |
| 2011年 | 10月12日            | （ゲストなし）               | ネット局の特記事項を参照                                                                 |
| 2011年 | 10月13日            | しまおまほ                   | 漫画家、イラストレーター                                                                 |
| 2011年 | 10月18日            | 吉田豪                       | インタビュアー、コラムニスト                                                             |
| 2011年 | 10月19日            | 俺色そめる                   | ライター                                                                                 |
| 2011年 | 10月20日            | 川村結花                     | シンガーソングライター、作詞家、作曲家                                                   |
| 2011年 | 10月25日            | 西寺郷太                     | ミュージシャン、ロックバンド"ノーナ・リーヴス"のリーダー                                 |
| 2011年 | 10月26日            | HIBIKILLA                    | レゲエDJ、ミュージシャン                                                                 |
| 2011年 | 10月27日            | 加治かおる                   | 女性誌「BLENDA」編集長                                                                   |
| 2011年 | 11月1日             | 藤巻直哉                     | 映画プロデューサー、音楽ユニット"藤岡藤巻"のメンバー                                     |
| 2011年 | 11月1日             | 内村宏幸                     | 放送作家                                                                                 |
| 2011年 | 11月2日 - 11月3日   | （ゲストなし）               | ネット局の特記事項を参照                                                                 |
| 2011年 | 11月8日             | 藤波辰爾                     | プロレスラー                                                                             |
| 2011年 | 11月9日             | K DUB SHINE                  | ヒップホップMC、ヒップホップグループ"KGDR"のリーダー                                     |
| 2011年 | 11月10日            | ハウィー・D.                 | アメリカ出身のミュージシャン、男性アイドルグループ"バックストリート・ボーイズ"のメンバー |
| 2011年 | 11月15日 - 11月17日 | （ゲストなし）               | ネット局の特記事項を参照                                                                 |
| 2011年 | 11月22日            | 片桐仁                       | コメディアン、お笑いコンビ"ラーメンズ"のメンバー                                         |
| 2011年 | 11月23日            | ゴリラ                       | （ジャッキー・チェン啓蒙家）、Webショップ「GORILLA」運営                                 |
| 2011年 | 11月24日            | 辛酸なめ子                   | 漫画家、コラムニスト                                                                     |
| 2011年 | 11月29日            | 堂珍嘉邦                     | 歌手、男性デュオ"CHEMISTRY"のメンバー                                                    |
| 2011年 | 11月30日            | 天津木村                     | 漫才コンビ"天津"のメンバー                                                               |
| 2011年 | 12月1日             | 土岐麻子                     | 歌手                                                                                     |
| 2011年 | 12月6日             | BUBBLE-B                     | DJ（中古車評論家）                                                                       |
| 2011年 | 12月7日             | きだてたく                   | 色物文具専門サイト【イロブン】管理人（イロモノ文具コレクター）                           |
| 2011年 | 12月8日             | 水野雅義                     | ホクト株式会社 代表取締役社長                                                            |
| 2011年 | 12月13日            | 千葉真一                     | 俳優                                                                                     |
| 2011年 | 12月14日            | きゃりーぱみゅぱみゅ         | ファッションモデル、歌手                                                                 |
| 2011年 | 12月15日            | 大沢悠里                     | フリーアナウンサー、TBSラジオ「大沢悠里のゆうゆうワイド」メインパーソナリティ            |
| 2011年 | 12月15日            | さこみちよ                   | 女性歌手、ラジオパーソナリティ、「ゆうゆうワイド」金曜日のパートナー                     |
| 2011年 | 12月20日            | 南明奈                       | タレント、女優                                                                           |
| 2011年 | 12月21日            | プリキュアおじさん           | （重度の「プリキュア」ファン）                                                           |
| 2011年 | 12月22日            | RENA                         | ファッションモデル                                                                       |
| 2011年 | 12月27日 - 12月29日 | （ゲストなし）               | この3日間は特別編成で、時間が変則的となり、ゲスト出演者はなかった。                      |
| 2012年 | 1月3日              | 町山智浩                     | 映画評論家                                                                               |
| 2012年 | 1月4日              | 福田タケシ                   | （テクノ歌謡DJ）                                                                         |
| 2012年 | 1月5日              | 掟ポルシェ                   | テクノ、ニューウェイヴ・ユニット"ロマンポルシェ。"のボーカル、楽器、説教担当             |
| 2012年 | 1月10日             | 武田一顯                     | （TBSラジオ国会担当）TBSラジオ&コミュニケーションズ編成局制作センター所属・放送記者      |
| 2012年 | 1月11日             | 阿南京子                     | TBSラジオ・警視庁担当交通キャスター                                                      |
| 2012年 | 1月12日             | 宮澤隆                       | TBSアナウンサー、主にスポーツ実況を担当。                                                |
| 2012年 | 1月17日             | 福島和可菜                   | （元陸上自衛官のタレント）女優、予備自衛官                                               |
| 2012年 | 1月18日             | 中川淳一郎                   | （編集者・プランナー）                                                                   |
| 2012年 | 1月19日             | 高阪剛                       | （格闘家）元総合格闘家、プロレスラー                                                     |
| 2012年 | 1月24日             | 衣笠祥雄                     | （鉄人）元広島東洋カープ所属プロ野球選手、野球解説者                                     |
| 2012年 | 1月25日             | 山本高広                     | （モノマネ芸人）お笑いタレント                                                           |
| 2012年 | 1月26日             | 森下くるみ                   | （女優）元AV女優                                                                         |
| 2012年 | 1月31日             | バニラビーンズ               | アイドルユニット                                                                         |
| 2012年 | 2月1日              | デビルスコーピオン           | 当時（20歳大学生男子）                                                                   |
| 2012年 | 2月2日              | 秀島史香                     | DJ、ナレーター                                                                           |
| 2012年 | 2月7日              | 内田名人                     | （録画マニア）ライター                                                                   |
| 2012年 | 2月8日              | 宮台真司                     | （社会学者）首都大学東京教授                                                             |
| 2012年 | 2月9日              | 野宮真貴                     | 歌手                                                                                     |
| 2012年 | 2月14日             | 嶺脇育夫                     | タワーレコード株式会社 代表取締役社長                                                    |
| 2012年 | 2月15日             | 駒木根隆介                   | 俳優                                                                                     |
| 2012年 | 2月16日             | 男色ディーノ                 | プロレスラー                                                                             |
| 2012年 | 2月16日             | 鈴木健                       | 編集者、ライター、プロレス解説者 ※注1                                                    |
| 2012年 | 2月16日             | 村田晴郎                     | ナレーター、実況アナウンサー ※注1                                                        |
| 2012年 | 2月21日             | 横山由依                     | アイドル、女性アイドルグループ"AKB48"のメンバー                                          |
| 2012年 | 2月22日             | ピエール瀧                   | ミュージシャン、俳優、テクノバンド"電気グルーヴ"の瀧、ボーカル、サンプリング担当         |
| 2012年 | 2月23日             | みうらじゅん                 | 漫画家、イラストレーター                                                                 |
| 2012年 | 2月28日             | 杉作J太郎                    | 漫画家、タレント、映画監督                                                               |
| 2012年 | 2月29日             | サイプレス上野とロベルト吉野 | （ラッパー＆DJ）ヒップホップグループ                                                     |
| 2012年 | 3月1日              | 増子直純                     | ミュージシャン、ロックバンド"怒髪天"のボーカル                                           |
| 2012年 | 3月6日              | 平松伸二                     | 漫画家                                                                                   |
| 2012年 | 3月7日              | DJ TARO                      | DJ、ナレーター                                                                           |
| 2012年 | 3月8日              | 松尾貴史                     | タレント                                                                                 |
| 2012年 | 3月13日             | 脇坂寿一                     | （レーシングドライバー）                                                                 |
| 2012年 | 3月14日             | おもしろ三国志               | （ミュージシャン）                                                                       |
| 2012年 | 3月15日             | 青江覚峰                     | （現役僧侶）                                                                             |
| 2012年 | 3月20日             | （ゲストなし）               | 特別編成により20:00 - 22:00の放送となり、ゲストはなかった。                              |
| 2012年 | 3月21日             | DJ急行                       | （イベントプロデューサー）                                                               |
| 2012年 | 3月22日             | Mummy-D                      | ミュージシャン、ヒップホップグループ"RHYMESTER"のMC                                      |
| 2012年 | 3月27日             | 森田秀一                     | （雑誌BUBKAの編集長）                                                                    |
| 2012年 | 3月28日             | 宇多丸                       | 2回目 ※注2                                                                               |
| 2012年 | 3月29日             | 川瀬良子                     | タレント、当時、TBSラジオ「高橋芳朗 HAPPY SAD」アシスタント                              |
| 2012年 | 3月29日             | 高橋芳朗                     | 2回目 ※注3                                                                               |

※：備考の項目のカッコ付きのものは番組公式サイトにある表記より。
注1：鈴木と村田はサプライズゲスト扱いのため事前告知等はなし。番組中でランキング発表に伴う模擬的な試合の実況役として番組に参加した。なお、男色ディーノとの対戦相手は元・学生プロレスチャンピオン、中条ピロシキこと番組プロデューサーの橋本吉史。さらに当日のパーソナリティの小林悠とジェーン・スーも参加させられている。
注2：2012年3月28日、本来予定していたゲストは入江悠（映画監督）だったが、撮影スケジュール等の影響により急遽変更となった。
注3：本来予定していたゲストではなかったが、川瀬がゲストということで放送中のスタジオに来ており、ゲストコーナーの後の時間帯で扱った「人気ゲテモノ料理」のランキング発表と料理の実食で番組に出演した。

### シーズン2 - シーズン4
| 年     | 月日     | 氏名             | 備考                                                         |
| ------ | -------- | ---------------- | ------------------------------------------------------------ |
| 2013年 | 2月21日  | 小林悠           | シーズン1 木曜日を担当（電話出演）                           |
| 2013年 | 3月8日   | 西寺郷太         | 通算2回目                                                    |
| 2013年 | 12月12日 | BooBo            | TBSテレビのマスコットキャラクター                            |
| 2014年 | 2月12日  | 平野歩夢         | スノーボード選手（電話出演） ※注4                            |
| 2014年 | 2月12日  | 平岡卓           | スノーボード選手（電話出演） ※注4                            |
| 2014年 | 2月13日  | 渡部暁斗         | ノルディック複合選手（電話出演） ※注4                        |
| 2014年 | 2月13日  | 片桐千晶         | TBSラジオ『荒川強啓 デイ・キャッチ!』アシスタント ※注5       |
| 2014年 | 2月21日  | 小林麻耶         | シーズン2 金曜日を担当 ※注6                                  |
| 2014年 | 3月20日  | 片桐千晶         | 通算2回目                                                    |
| 2014年 | 12月5日  | 舞川あいく       | ファッションモデル・写真家                                   |
| 2014年 | 12月10日 | 小林悠           | ゲストとしては2回目                                          |
| 2014年 | 12月12日 | 小林麻耶         | ゲストとしては2回目（電話出演）                              |
| 2015年 | 2月18日  | 国山ハセンの実姉 | 一般人。滞在先のイタリア・ローマから電話出演                 |
| 2015年 | 3月3日   | 笹川友里の実母   | 一般人                                                       |
| 2015年 | 3月4日   | 竹中直人         | 俳優。TBSラジオ『竹中直人〜月夜の蟹〜』パーソナリティ ※注7   |
| 2015年 | 3月4日   | 浜野謙太の義母   | 一般人 ※注7                                                  |
| 2015年 | 3月18日  | 荻上チキ         | 評論家。TBSラジオ『荻上チキ・Session-22』パーソナリティ ※注8 |
| 2015年 | 3月20日  | 出水麻衣の実父   | 一般人。出張先の神戸から電話出演                             |
| 2015年 | 3月25日  | 国山ハセンの実姉 | ゲストとしては2回目（電話出演）                              |

注4：いずれも2014年2月開催のソチオリンピックのメダリスト。『トップ5』の曜日別担当アナウンサーがインタビュアーを務めた。
注5：当日『デイ・キャッチ!』の生放送を終えて『トップ5』のスタジオブースへ見学しに来たが、18時台のニュースランキングコーナーを生読みするなど、結局エンディングまで登場することがあった。
注6：事前告知はなく、江藤には知らされていなかった。朗読CD本の宣伝のための出演。
注7：当日『月夜の蟹』の収録終わりに『トップ5』生放送中のスタジオに乱入。また、乱入の時点で浜野の義母も居合わせていた。
注8：これより先の2015年2月には、浜野が『Session-22 〜Midnight Session〜』（午前0時台）にゲスト出演した。

### シーズン5
| 年     | 月日                | 氏名                     | 備考                                                               |
| ------ | ------------------- | ------------------------ | ------------------------------------------------------------------ |
| 2015年 | 9月29日             | 田中知之                 | ミュージシャン、バンド"FPM"のDJ                                    |
| 2015年 | 9月30日             | オグマナオト             | スポーツライター                                                   |
| 2015年 | 10月1日             | 羽田圭介                 | 直木賞作家                                                         |
| 2015年 | 10月2日             | 徳光正行                 | タレント、フリーアナウンサー                                       |
| 2015年 | 10月6日             | レイザーラモンRG         | お笑い芸人                                                         |
| 2015年 | 10月7日             | 大槻ケンヂ               | ミュージシャン、ロックバンド"筋肉少女帯"のボーカル                 |
| 2015年 | 10月8日             | 古今亭駒次               | 落語家                                                             |
| 2015年 | 10月9日             | 金子ノブアキ             | 俳優                                                               |
| 2015年 | 10月13日            | ジェーン・スー           | シーズン1 木曜日、シーズン2 火曜日、シーズン3 火曜日を担当         |
| 2015年 | 10月14日 - 10月16日 | （ゲストなし）           | ネット局の特記事項を参照                                           |
| 2015年 | 10月20日            | 堂珍嘉邦                 | 通算2回目                                                          |
| 2015年 | 10月21日            | 衣笠祥雄                 | 通算2回目                                                          |
| 2015年 | 10月22日            | 喜屋武ちあき             | ガンダム好きのアイドル                                             |
| 2015年 | 10月23日            | hitomi                   | ミュージシャン                                                     |
| 2015年 | 10月27日 - 10月29日 | （ゲストなし）           | ネット局の特記事項を参照                                           |
| 2015年 | 10月30日            | 深沢邦之                 | タレント、お笑いコンビTake2のメンバー                              |
| 2015年 | 11月3日             | プチ鹿島                 | お笑いタレント、コラムニスト                                       |
| 2015年 | 11月4日             | のぶみ                   | 絵本作家                                                           |
| 2015年 | 11月5日             | 山根千佳                 | 相撲好きのタレント                                                 |
| 2015年 | 11月6日             | 寺田恵子                 | ミュージシャン、ロックバンド"SHOW-YA"のボーカル                    |
| 2015年 | 11月10日            | May J.                   | ミュージシャン                                                     |
| 2015年 | 11月11日            | 片岡安祐美               | 茨城ゴールデンゴールズの監督、女子野球選手                         |
| 2015年 | 11月12日            | 岩井勇気                 | アニメ好きのお笑い芸人（ハライチのメンバー）                       |
| 2015年 | 11月13日            | 清塚信也                 | ピアニスト                                                         |
| 2015年 | 11月17日            | K DUB SHINE              | 通算2回目                                                          |
| 2015年 | 11月18日            | バニラビーンズ           | アイドルグループ                                                   |
| 2015年 | 11月19日            | 和田彩花                 | 仏像好きのアイドル（アンジュルムのメンバー）                       |
| 2015年 | 11月20日            | リリィ、さよなら。       | 首都圏7局スーパープッシュ曲を歌うミュージシャン                    |
| 2015年 | 11月24日            | 後藤武敏G.（ゴメス）     | 横浜DeNAベイスターズ選手                                           |
| 2015年 | 11月25日            | 小出祐介                 | バンド"BaseBallBear"のメンバー                                     |
| 2015年 | 11月26日            | 新井由己                 | おでん研究家                                                       |
| 2015年 | 11月27日            | 安倍なつみ               | モーニング娘。の元メンバー                                         |
| 2015年 | 12月1日             | 西寺郷太                 | 通算3回目                                                          |
| 2015年 | 12月2日             | 吉木りさ                 | グラビアアイドル                                                   |
| 2015年 | 12月3日             | 古川登志夫               | 声優                                                               |
| 2015年 | 12月4日             | 世良公則                 | ミュージシャン                                                     |
| 2015年 | 12月8日             | 真壁刀義                 | プロレスラー                                                       |
| 2015年 | 12月9日             | 丸山ゴンザレス           | ジャーナリスト                                                     |
| 2015年 | 12月10日            | 松井玲奈                 | 鉄道好きのアイドル（元SKE48）                                      |
| 2015年 | 12月11日            | 藤井尚之                 | ミュージシャン（チェッカーズの元メンバー）                         |
| 2015年 | 12月15日            | おのののか               | グラビアアイドル                                                   |
| 2015年 | 12月16日            | ピーター・バラカン       | ラジオDJ                                                           |
| 2015年 | 12月17日            | 森口博子                 | 歌手                                                               |
| 2015年 | 12月18日            | 諸星和巳                 | 光GENJIの元メンバー                                                |
| 2015年 | 12月22日            | 中江友梨                 | 東京女子流のメンバー                                               |
| 2015年 | 12月23日            | 光宗薫                   | モデル・女優（元AKB48）                                            |
| 2015年 | 12月24日            | フォーリンでぶハッシー   | グルメエンターティナー                                             |
| 2015年 | 12月25日            | （ゲストなし）           |                                                                    |
| 2015年 | 12月29日            | NONKEY                   | ラッパー                                                           |
| 2015年 | 12月30日 - 12月31日 | （ゲストなし）           | 特別編成で裏送りのみとなり、ゲスト出演者はなし。                   |
| 2016年 | 1月1日              | （ゲストなし）           | 特別編成で裏送りのみとなり、ゲスト出演者はなし。                   |
| 2016年 | 1月5日              | 増田雅昭                 | 気象予報士                                                         |
| 2016年 | 1月6日              | しまおまほ               | 通算2回目                                                          |
| 2016年 | 1月7日              | 高畑正幸                 | 文具王                                                             |
| 2016年 | 1月8日              | 村﨑太郎                 | 猿まわし師                                                         |
| 2016年 | 1月8日              | ゆりありく               | 猿まわし師                                                         |
| 2016年 | 1月12日             | 渡辺祐                   | 編集者                                                             |
| 2016年 | 1月13日             | 小林麻耶                 | ゲストとしては3回目                                                |
| 2016年 | 1月14日             | スギテツ                 | 鉄道好きな音楽デュオ                                               |
| 2016年 | 1月15日             | ラサール石井             | タレント                                                           |
| 2016年 | 1月19日             | 水野雅義                 | 通算2回目                                                          |
| 2016年 | 1月20日             | オカモト"MOBY"タクヤ     | ファンクバンドScoobie Doのメンバー                                 |
| 2016年 | 1月21日             | 皆川典久                 | 東京スリバチ学会会長                                               |
| 2016年 | 1月22日             | 青嶋ひろの               | フィギュアスケートに詳しいライター                                 |
| 2016年 | 1月26日             | ベッド・イン             | セクシー地下アイドル                                               |
| 2016年 | 1月27日             | パンツェッタ・ジローラモ | タレント                                                           |
| 2016年 | 1月28日             | 岡田万里奈               | ガールズバンドLoVendoЯのボーカル                                   |
| 2016年 | 1月29日             | 丸岡いずみ               | フリーキャスター                                                   |
| 2016年 | 2月2日              | 磯山さやか               | グラビアアイドル                                                   |
| 2016年 | 2月3日              | 本谷有希子               | シーズン4 木曜日を担当                                             |
| 2016年 | 2月3日              | 伊藤隆太                 | シーズン4 木曜日を担当                                             |
| 2016年 | 2月4日              | 林原めぐみ               | 歌手・声優                                                         |
| 2016年 | 2月5日              | MCいつか                 | エレクトロラップユニットCharima.comのメンバー                      |
| 2016年 | 2月5日              | DJゴンチ                 | エレクトロラップユニットCharima.comのメンバー                      |
| 2016年 | 2月9日              | あばれる君               | お笑い芸人                                                         |
| 2016年 | 2月10日             | 吉田大八                 | 映画監督                                                           |
| 2016年 | 2月11日             | 武田広                   | ナレーター                                                         |
| 2016年 | 2月12日             | マキタスポーツ           | 芸人・ミュージシャン                                               |
| 2016年 | 2月16日             | SKY-HI                   | AAAのメンバー                                                      |
| 2016年 | 2月17日             | Mummy-D                  | 通算2回目                                                          |
| 2016年 | 2月18日             | MAKIDAI                  | 機動戦士ガンダム好きなEXILEのメンバー                              |
| 2016年 | 2月19日             | 前田吟                   | 俳優                                                               |
| 2016年 | 2月23日             | BOSE                     | スチャダラパーのメンバー                                           |
| 2016年 | 2月24日             | 通称"川落ち"             | 一般人 ※注9                                                        |
| 2016年 | 2月24日             | 峯岸みなみ               | AKB48のメンバー                                                    |
| 2016年 | 2月25日             | 嗣永桃子                 | カントリー・ガールズのメンバー                                     |
| 2016年 | 2月26日             | 石橋凌                   | 俳優                                                               |
| 2016年 | 3月1日              | 久保田和靖               | とろサーモンのメンバー                                             |
| 2016年 | 3月2日              | ドン小西                 | ファッションデザイナー                                             |
| 2016年 | 3月3日              | 柚木麻子                 | 作家                                                               |
| 2016年 | 3月4日              | 井上芳雄                 | ミュージカル俳優                                                   |
| 2016年 | 3月8日              | （ゲストなし）           | 特別番組により放送が短縮されたため、ゲスト出演者はなし。           |
| 2016年 | 3月9日              | 西寺郷太                 | 通算4回目                                                          |
| 2016年 | 3月9日              | 片岡安祐美               | 通算2回目                                                          |
| 2016年 | 3月10日             | 把瑠都                   | 大相撲の元大関                                                     |
| 2016年 | 3月11日             | （ゲストなし）           | 特別番組により放送短縮とネット局が減ったため、ゲスト出演者はなし。 |
| 2016年 | 3月15日             | ロベルト吉野             | ラッパー、サイプレス上野の相方。通算2回目                          |
| 2016年 | 3月16日             | 槙原寛己                 | 野球解説者                                                         |
| 2016年 | 3月17日             | 榊原良子                 | 声優                                                               |
| 2016年 | 3月18日             | サイプレス上野           | シーズン5 火曜日を担当                                             |
| 2016年 | 3月18日             | 外山惠理                 | シーズン5 火曜日を担当                                             |
| 2016年 | 3月22日             | （ゲストなし）           |                                                                    |
| 2016年 | 3月23日             | （ゲストなし）           |                                                                    |

注9：2015年12月に熊崎が晴海臨海公園でロケをした際、運河に向けて熊崎が叫んだところ、対岸から「川に落ちろ」と叫んだ女性がいた。この人物がネットによって特定され、1月6日に電話出演したのに続き、当日にスタジオ出演した。

## ポッドキャスト
シーズン1期間中の2011年10月28日より「TBS RADIO podcasting954」で配信を開始。内容は番組中のトークからダイジェスト的に選んだ"ハイライト"と、「酔ったフリ電話相談室」より反響の大きかったものなどを選んだものとなっている（1回目の配信は10月25日の放送からの"ハイライト"だった）。
放送された内容に左右されるため毎回の放送から前記の2本が配信されるわけではなく、また配信のタイミングなどにはばらつきがあり、不定期配信に近いものとなっている。なお、ランキングが関係する"ハイライト"は、podcasting 954の「ニュース・時事性が高いコンテンツ」の運用規定 により配信されてから1週間で、サーバーから削除されている。

## ネット局
シーズン1は20時台のみ、JRN系列の各ラジオ局にネットしていた。シーズン5は20時台のみ、JRN系列の各ラジオ局、関西地区はJRN非加盟のラジオ関西にネットしていた。ネット局は下記の通り。
| 放送局                         | シーズン1 | シーズン5 | 備考                                                                                          |
| ------------------------------ | --------- | --------- | --------------------------------------------------------------------------------------------- |
| 青森放送                       | ○         | ○         |                                                                                               |
| IBC岩手放送                    | ○         | ○         |                                                                                               |
| 秋田放送                       | ○         | ○         |                                                                                               |
| 山形放送                       | ○         | ×         |                                                                                               |
| 東北放送                       | ○         | ○         | 楽天イーグルス戦ナイターの関係で、ネット開始が遅れる                                          |
| 山梨放送                       | ○         | ○         |                                                                                               |
| 新潟放送                       | ○         | ○         |                                                                                               |
| 信越放送                       | ○         | ○         |                                                                                               |
| 北日本放送                     | ○         | ×         |                                                                                               |
| 静岡放送                       | ○         | ○         |                                                                                               |
| CBCラジオ                      | ○         | ○         | 中日ドラゴンズ戦ナイターの関係で、ネット開始が遅れる                                          |
| ラジオ関西                     | ×         | ○         | 独立放送局。シーズン5は2015年10月1日からネット開始                                            |
| 山陽放送                       | ○         | ○         | 2015年10月23日・2016年2月19日は「明日へのエール〜ことばにのせて〜」繰り上げ放送のため、休止。 |
| 中国放送                       | ○         | ○         | 広島東洋カープ戦ナイターの関係で、ネット開始が遅れる                                          |
| 山陰放送                       | ○         | ○         |                                                                                               |
| 山口放送                       | ○         | ○         |                                                                                               |
| 四国放送                       | ○         | ×         |                                                                                               |
| 南海放送                       | ○         | ○         |                                                                                               |
| 高知放送                       | ○         | ○         |                                                                                               |
| 長崎放送 （NBCラジオ佐賀含む） | ○         | ○         |                                                                                               |
| 大分放送                       | ○         | ○         |                                                                                               |
| 宮崎放送                       | ○         | ○         |                                                                                               |
| 南日本放送                     | ○         | ○         |                                                                                               |

2011年10月12日、11月2日 - 3日、同月15 - 17日（コナミ日本シリーズ2011中継）は、TBSラジオではナイター中継のため、放送を休止。一方、ナイター中継に参加しない一部のネット局は20時からの1時間のみ、TBSラジオから裏送りで放送した。通常の20時台にはゲストコーナーがあるが、これらの日のゲスト出演者はなかった。
CBCラジオでもシーズン1は上述のように番組ネット開始が遅れたほか、2011年11月2日 - 3日、同月15 - 17日も休止。そのほかのネット局も2011年11月15日 - 17日は日本シリーズ中継を選択したところが少なくない。2015年10月14日 - 16日（クライマックスシリーズ中継）、同月27 - 29日（SMBC日本シリーズ2015中継）、11月19日（プレミア12中継）もTBSラジオおよび一部のネット局はナイター中継のため放送を休止し、その他のネット局は裏送りとなった。
シーズン2 - シーズン4はTBSラジオのみのローカル番組のため、該当日は番組休止となる。

## エピソード

### 各シーズン共通事項
- シーズン3まで高野のパートナーはDJデビューすることが半ば約束されていた。
- シーズン1 - シーズン3 各曜日の初回放送7時台には、ピチカート・ファイヴ「東京は夜の七時」の各カバーバージョンのうち、原曲含めたいずれかがかかる。
- シーズン1 - シーズン3 各曜日の最終回放送には、小沢健二「ぼくらが旅に出る理由」の各カバーバージョンのうち、原曲含めたいずれかがかかる。シーズン4では番組全体としての最終回となった水曜日に原曲の小沢健二版が流れたが、他の曜日ではかからなかった。

### シーズン1
- 水曜担当・蓮見孝之の番組中の発言よりその俗物好きが明かされるとともに、高野政所から「面白いサラリーマン」という意味を短縮して「オモリー」と言われたことから、この番組中には自ら「俗物・オモリー・蓮見」を名乗るようになった。
- 木曜担当・小林悠は番組中にパートナーのジェーン・スーが驚くほどに熱く仏像好きであることを語ったところから「大仏」、また家族から「ナタリー」っぽいと言われたことから「大仏・ナタリー・悠」とジェーン・スーから名付けられた[24]。以後自ら番組中に「大仏・ナタリー・悠こと小林悠です」と名乗っている。
さらにダムについても熱く語り、それにより「大仏・ナタリー・ダム・悠」と愛称が"進化"している[25]。

### シーズン2
- 火曜担当・神田愛花について、ジェーン・スーはそのファッションセンスから神田に対して「ファッション･センター・神田」。またはそれを略して「FC神田」と名づけた。「ファッション・センター」とは「ファッションセンターしまむら」から取ったもの。なお、ジェーン・スーは神田の選ぶ洋服等について「死に筋ファッション」、「死に筋センス」と独特の評価をしている。
- 木曜担当・水野真裕美は、自ら「DJガビーンパティーン」と番組内で名乗った。2013年3月には、高野政所が店主である渋谷のクラブで、DJプレイを行っている。
- 金曜担当・小林麻耶は番組パートナーの高橋芳朗から「コバ」という愛称を付けられた。しかし小林はこれを拒絶しており、高橋やゲスト出演した西寺郷太からの呼びかけや、番組リスナーからのメール等の投稿に「コバ」とあるときなどは毎回、ほぼ間髪入れずに「コバじゃないよ」と返答しており、これは恒例化していた。小林はトミカ収集が趣味で、番組内で取り上げたことがある。番組の終了に際して、トミカの製造販売元であるタカラトミーから記念として、作業車好きな小林のためにピンク色に仕立てられた特別仕様のトミカ（日立建機・リジッドダンプトラック）が贈られたが、その荷台部分にも「コバじゃないよ」と書かれていた。

### シーズン3
- シーズン3の担当アナウンサーは一部コーナーにおいて、演出により、独特のキャラクターを付けられている。堀井は妖精「ホーリー」。林はツンデレ、若者言葉を話す男性キャラ「林みなお」。杉山はTBSの女子アナのファッションを独断と偏見で評価する「マジキモ」キャラ。江藤は甘えた声の食いしん坊天使キャラ「エティ」。
- 木曜担当の杉山は初回放送で、17歳で「童貞喪失」したことを告白させられ、以後「セブンティーン」「ワンセブン」というニックネームがついた。
- 水曜担当の林は火、木、金曜の一部コーナーの出演、乱入を果たし、サードシーズン全曜日に出演した。
- 逆に火曜日は、堀井がなかば強制的に呼び出すことで、水、木、金曜のアナウンサーをすべて出演させた。
- 2014年2月の聴取率調査で、番組3年目にして、初の同時間帯の同率首位を獲得した。

### シーズン4
- 水曜担当の国山は前シーズンの杉山にならい、自分も17歳で童貞喪失したことを告白した。
- 『荒川強啓 デイ・キャッチ!』の大ファンを自認する浜野は、2014年12月3日にデイキャッチの時事川柳コーナーへの出演を果たした。しかしニックネームの「ハマケン」を荒川に「マエケン」と間違えられ、翌週の放送でも片桐千晶にマエケンと間違えられた。シーズン最終回となった当日もデイ・キャッチに出演するも、またも荒川にマエケンと呼び間違えられた。

### シーズン5
- 火曜担当の上野はかつて『ライムスター宇多丸のウィークエンド・シャッフル』で、自分の携帯電話番号を言うという事件を起こしたことから、それを知っているリスナーが多数いる。このため、毎週台本に意図的に情報が書かれていない部分があり、上野が自分の携帯電話宛てに直接回答を連絡してくるように求める場面がある。2015年12月15日の放送において、上野が改めて携帯電話番号を発表した。

## テーマ曲・サウンドステッカー
- 西寺郷太
  - 「Welcome to the TOP5 (TBS RADIO 954ver.)」（オリジナルテーマ曲、主に番組オープニングで使用。シーズン5では「TBS RADIO 954」が「TBS RADIO 急上昇」に変更[26]）
  - 「Partytime the TOP5」（シーズン1における全国ネット枠で使用。歌詞の「TBS RADIO 954」が「君のステレオ急上昇」に変えられたもの）
- ノーナ・リーヴス
  - 「P-O-P-T-R-A-I-N」（TBSラジオ954ver.）
  - 「今夜はレッツ・ダンス! feat. かせきさいだぁ」（シーズン5における全国ネット枠で使用。歌詞の「レッツ・ダンス」を「トップ5」に変えている）

上記テーマ曲や番組中のサウンドステッカーは西寺郷太（ノーナ・リーヴス）の手によるもの。リターンズ終了直前の2013年3月にiTunes Store・らじこん（2015年4月配信終了）で配信が開始された。また、この番組のジングルを基にした曲「P-O-P-T-R-A-I-N」が、ノーナ・リーヴスのアルバム『POP STATION』に収録されている。

## スタッフ
シーズン3 最終回のスタッフ紹介による。※漢字不明の場合はカタカナ表記とする
- 制作：橋本吉史（P＜シーズン1 - 3＞）、近藤夏紀（P＜シーズン4＞）、小荒井弥[28]、津波古啓介 (D)、クボタ ソウヘイ、蓑和田裕介[28]、モリヤス ヒロノリ、ミヤギ アキコ、大澤望[28]
- 構成：古川耕、オオナカ マユミ、佐藤研、ワタナベ モモコ、タカオ リュウイチ、ニイヤ ユウスケ、市川真吾[29]、三上莉奈[29]
- 庶務デスク：香山千恵子
- 技術：橋本真吾、サイトウ マモル、ワタナベ ヒロタカ、佐藤しほ里
- 警視庁交通管制センター（交通情報担当）：阿南京子＜シーズン4まで＞、斉藤裕子、碓氷浩子、白井京子、山崎景子＜シーズン4まで＞